# Al-Fateh Confederations Futsal Cup
L'Al-Fateh Confederations Futsal Cup è stato un torneo internazionale di calcio a 5 che si è svolto in Libia dal 6 ottobre al 12 ottobre 2009 sul modello della FIFA Confederations Cup, ospitando le vincitrici dei rispettivi campionati continentali di calcio a 5. Tutte le gare sono state giocate al Tripoli Grand Hall di Tripoli, capitale libica.

## Squadre partecipanti
La manifestazione, partita con una certa enfasi, ha patito diversi problemi di organizzazione con la rinuncia dapprima dei campioni del mondo del Brasile, rimpiazzati dall'Uruguay, e quindi della Spagna che ha declinato l'invito a causa dello spostamento della data della finale. A causa di quest'ultima defezione sopraggiunta il 3 ottobre, la formula della manifestazione è stata modificata in un girone unico all'italiana, comprendente le cinque selezioni partecipanti.
1. Libia (Paese ospitante e vincente della CAF Futsal Championship 2008)
2. Guatemala (vincente della CONCACAF Futsal Championship 2008)
3. Uruguay (finalista della Copa América 2008)
4. Iran (vincente della AFC Futsal Championship 2008)
5. Isole Salomone (vincente della OFC Futsal Championship 2009)

## Risultati
| Tripoli 6 ottobre 2009, ore 18:00 | Libia | 6 – 5 | Isole Salomone | Tripoli Grand Hall |

| Tripoli 7 ottobre 2009, ore 16:00 | Iran | 4 – 2 | Guatemala | Tripoli Grand Hall |

| Tripoli 7 ottobre 2009, ore 18:00 | Isole Salomone | 1 – 11 | Uruguay | Tripoli Grand Hall |

| Tripoli 8 ottobre 2009, ore 17:30 | Libia | 3 – 2 | Guatemala | Tripoli Grand Hall |

| Tripoli 9 ottobre 2009, ore 16:00 | Iran | 4 – 2 | Uruguay | Tripoli Grand Hall |

| Tripoli 9 ottobre 2009, ore 18:00 | Isole Salomone | 6 – 6 | Guatemala | Tripoli Grand Hall |

| Tripoli 10 ottobre 2009, ore 16:00 | Isole Salomone | 0 – 6 | Iran | Tripoli Grand Hall |

| Tripoli 10 ottobre 2009, ore 18:00 | Libia | 2 – 3 | Uruguay | Tripoli Grand Hall |

| Tripoli 11 ottobre 2009, ore 18:00 | Uruguay | 3 – 4 | Guatemala | Tripoli Grand Hall |

| Tripoli 12 ottobre 2009, ore 19:30 | Libia | 0 – 1 | Iran | Tripoli Grand Hall |

## Classifica
| Squadra        | Pti | G | V | N | P | GF | GS |
| -------------- | --- | - | - | - | - | -- | -- |
| Iran           | 12  | 4 | 4 | 0 | 0 | 15 | 4  |
| Uruguay        | 6   | 4 | 2 | 0 | 2 | 19 | 11 |
| Libia          | 6   | 4 | 2 | 0 | 2 | 11 | 11 |
| Guatemala      | 4   | 4 | 1 | 1 | 2 | 14 | 17 |
| Isole Salomone | 1   | 4 | 0 | 1 | 3 | 12 | 29 |